# Paulo Wanchope
Paulo César Wanchope Watson (Fátima, 31 luglio 1976) è un allenatore di calcio ed ex calciatore costaricano di ruolo attaccante.
È stato a lungo il miglior marcatore nella storia della Nazionale costaricana con 45 gol in 73 partite, ora superato da Rolando Fonseca.
Nel 2005 Wanchope fu premiato dalla ESPN per avere segnato il miglior gol della Liga spagnola nella stagione 2004-2005 contro il Numancia con la maglia del Málaga.

## Carriera

### Giocatore

#### Club
Abbandonata precocemente la carriera di giocatore di pallacanestro, debuttò in patria con l'Herediano nel 1994 e vi rimase per un triennio.
Approdò in Inghilterra, al Derby County, per 390.000 dollari nel 1997. All'esordio con la sua nuova squadra segnò un memorabile gol contro il Manchester Utd, superando quattro giocatori del Manchester e battendo il portiere Peter Schmeichel. Dopo aver segnato 28 gol in 79 partite fu ceduto al West Ham per 5,4 milioni di dollari, però non riuscì mai ad ambientarsi (nonostante i 15 gol in 46 partite). Con il club londinese, in cui debuttò nell'agosto 1999, vinse la Coppa Intertoto. Nella stagione seguente passò al Manchester City per 5,4 milioni di dollari, vivendo forse il periodo più bello della sua carriera in Inghilterra: guadagnò la promozione in Premier League nel 2002 e partecipò alla Coppa UEFA 2002-2003. Fu quello l'anno della nascita di sua figlia.
Alla fine del campionato inglese 2003-2004 fu ceduto al Málaga (Spagna) per 500.000 sterline. Il suo rendimento fu soddisfacente nella prima metà del campionato, mentre nella seconda ebbe problemi con i tifosi, il tecnico Antonio Tapia e la dirigenza.
In seguito militò nell'Al-Gharafa, nel campionato qatariota. Giunse con grandi aspettative nel calcio qatariota, ma alla fine la sua esperienza fu breve. Andò via per divergenze con il tecnico francese Bruno Metsu. La FIFA obbligò il club del Qatar a pagargli due mesi di stipendio arretrato.
Firmò quindi per due anni col Rosario Central. Rimase in Argentina solo da luglio a dicembre del 2006, in un periodo nel quale ebbe due tecnici, Leonardo Astrada e Néstor Gorosito. Il club gli rescisse il contratto per decisioni tecniche.
Il 29 dicembre 2006 si accordò con il Tokyo, squadra della J League giapponese con cui giocò solo 12 partite nella J. League. Rescisse il contratto, non essendosi adattato al ritmo di gioco del Tokyo e del tecnico della squadra della capitale, Hiromi Hara. A luglio 2007 cominciò la sua militanza nel Chicago Fire, per il quale aveva firmato un contratto della durata di un anno, ma il suo rendimento fu basso: solo due gol.
Ritornò, quindi, nel proprio paese e il 16 novembre 2007 annunciò il ritiro dal calcio giocato a causa dei postumi del serio infortunio al ginocchio subito quando giocava con il Manchester City. Il 16 gennaio 2008 disputò la sua ultima partita ufficiale, con l'Herediano, nel Torneo de Verano 2008.

#### Nazionale
Esordì nella Nazionale costaricana il 3 ottobre 1996 contro il Venezuela e con la quale disputò il Mondiale 2002, il Mondiale 2006 e alcune edizioni della Gold Cup. Considerato un idolo, l'8 ottobre 2005 divenne il migliore realizzatore nella storia dei Ticos segnando il primo gol della vittoria casalinga per 3-0 contro gli Stati Uniti, successo che qualificò la squadra per i Mondiali di Germania 2006. Il 9 giugno 2006 segnò una doppietta in Germania-Costa Rica 4-2, partita inaugurale dei Mondiali poi vinti dall'Italia. L'ultima partita giocata con la maglia della Nazionale risale al 13 gennaio 2008, quando Wanchope giocò i 35 minuti finali della sfida contro la Svezia allo Stadio Ricardo Saprissa.

### Allenatore
Il 1º aprile 2008 è tornato alla sua prima squadra, l'Herediano, in qualità di allenatore. Il suo obiettivo è la vittoria del campionato, che manca dal 1993. L'11 marzo 2009 si dimette dopo risultati mediocri.
Il 19 settembre 2011 viene nominato assistente del nuovo ct della Costa Rica Jorge Luis Pinto. Il 23 dicembre 2013 per problemi economici e impegni per la nazionale si dimette dalla guida dell'Uruguay de Coronado. Il 25 luglio 2014 con le dimissioni di Pinto viene nominato allenatore interim. Il 19 settembre gli viene affidata anche la panchina dell'Under-21. Il 1 febbraio 2015 viene nominato commissario tecnico della Costa Rica. Il 12 agosto dopo una rissa con uno steward durante una partita della nazionale under-23 si dimette dalla carica di CT della Costa Rica.

## Palmarès

### Giocatore

#### Club

##### Competizioni nazionali
- First Division: 1

Manchester City: 2001-2002

##### Competizioni internazionali
- Coppa Intertoto UEFA: 1

West Ham United: 1999

#### Individuale
- FA Premier League Player of the Month: 1

1997-1998 - Ottobre
- Capocannoniere della CONCACAF Gold Cup: 1

1998 (4 gol)